# Norm Grekin
Norman "Norm" Grekin (nacido el 22 de junio de 1930 en Filadelfia, Pensilvania y fallecido el 29 de septiembre de 1981 en Bryn Mawr, Pensilvania) fue un jugador de baloncesto estadounidense que disputó un partido en la NBA. Con 1,95 metros de estatura, jugaba en la posición de alero. 

## Trayectoria deportiva

### Universidad
Jugó durante tres temporadas en los Explorers de la Universidad de La Salle, con los que anotó 1.243 puntos, siendo el tercer jugador de la historia de la universidad en sobrepasar los 1.000 puntos. Fue también un excelente reboteador, promediando 9,5 rebotes por partido, lo que le sitúa como el sexto mejor de todos los tiempos en esa categoría.
En 1952 su equipo disputó el NIT, llegando a la final en la que derrotaron a los Dayton Flyers por 75-64, siendo elegido co-MVP del torneo junto a su compañero Tom Gola, tras promediar 15,0 puntos en el mismo y anotar 15 puntos en la final.

### Profesional
Fue elegido en la vigésimo octava posición del Draft de la NBA de 1953 por Philadelphia Warriors, con los que únicamente llegó a disputar un minuto en un partido ante los Syracuse Nationals, en el que no logró anotar.

## Estadísticas de su carrera en la NBA

### Temporada regular
| Temporada | Edad | Equipo                | Liga | Pos. | P | TIT | MIN | TC  | TCA | %TC | 3P | 3PA | %3P | TL  | TLA | %TL | R.OF. | R.DEF. | REB | ASIS | ROB | TAP | PER | FP  | PTS |
| 1953-54   | 23   | Philadelphia Warriors | NBA  |      | 1 |     | 1.0 | 0.0 | 0.0 |     |    |     |     | 0.0 | 0.0 |     |       |        | 0.0 | 0.0  |     |     |     | 1.0 | 0.0 |
| Total     |      |                       | NBA  |      | 1 |     | 1.0 | 0.0 | 0.0 |     |    |     |     | 0.0 | 0.0 |     |       |        | 0.0 | 0.0  |     |     |     | 1.0 | 0.0 |